# Parcul Național Pieniński
Parcul Național Pieniński (în poloneză: Pieniński Park Narodowy) este o arie protejată de interes național ce corespunde categoriei a II-a IUCN (parc național) situată în Polonia, pe teritoriul voievodatului Polonia Mică.

## Localizare
Aria naturală cu o suprafață de 23,46 km2 se află în extremitatea sudică a țării, la limita graniței cu Slovacia, în zona munților Pieniny și este străbătută de apele râului Dunajec.

## Descriere
Parcul Național Pieniński este un mic masiv calcaros, traversat de apa Dunajecului. Parcul exercită o atracție deosebită prin existența vestitelor chei ale Dunajecului, considerate ca unele dintre cele mai frumoase din Europa. Pereții verticali se înalță deasupra apei învolburate până la peste 300 m, spre a se termina cu tancuri și cu piscuri semețe înălțate ca turnurile unui castel ros de vremuri. Părțile înalte oferă o panoramă cu adevărat măreață, iar alături de pădurile bătrâne de fag și de brad se găsesc resturile unei vegetații rare de mare interes științific. În plus, întreaga regiune este renumită prin folclorul bogat și cu totul deosebit al muntenilor și rămâne de neuitat iscusința cu care localnicii, în frumoasele lor costume naționale, conduc bărcile cu vizitatori peste vâltorile din cheile Dunajecului.
Parcul Național Pieniński a fost înființat în anul 1932 și este o arie naturală montană (vârfuri, abrupturi calcaroase, defilee, cheiuri, ravene, peșteri, văii, păduri și pajiști) la granița sudică a Poloniei cu statul slovac. Parcul adăpostește o mare diversitate de plante și animale, specifică Munților Tatra. Aria protejată reprezintă o zonă cu un deosebit interes geologic, floristic, faunistic și peisagistic din Polonia.
În partea slovacă a munților Pieniny se află Parcul Național Pieniński înființat în anul 1967.

## Floră și faună

### Floră
Flora este constituită din specii arboricole: păduri de conifere, păduri de foioase, arbusti (Juniperus sabina), ciuperci, mușchi și licheni. 
La nivelul ierburilor sunt întâlnite o multitudine de specii de plante vasculare (unele foarte rare) dintre care: taulă (Spiraea media, ghiocel (Galanthus nivalis), lopățea (Lunaria rediviva), ciuboțica cucului de munte (Primula elatior), petasites (Pesites hibridus), poroinic (Orchis mascula), orhideea din specia Ophrys insectifera, bozior (Dactylorhiza sambucina), crăpușnic (Cirisum eriophorum) sau Aurinia saxatilis. 
În parc vegetează speciile de plante endematice: Erysimum pieninicum și Taraxacum pieninicum.

### Faună
Fauna este reprezentată de:
• mamifere cu specii de cerb (Cervus elaphus), căprioară (Capreolus capreolus), mistreț (Sus scrofa), jder (Martes martes), râs eurasiatic (Lynx linx), pisică sălbatică (Felis silvestris) sau lilieci; 

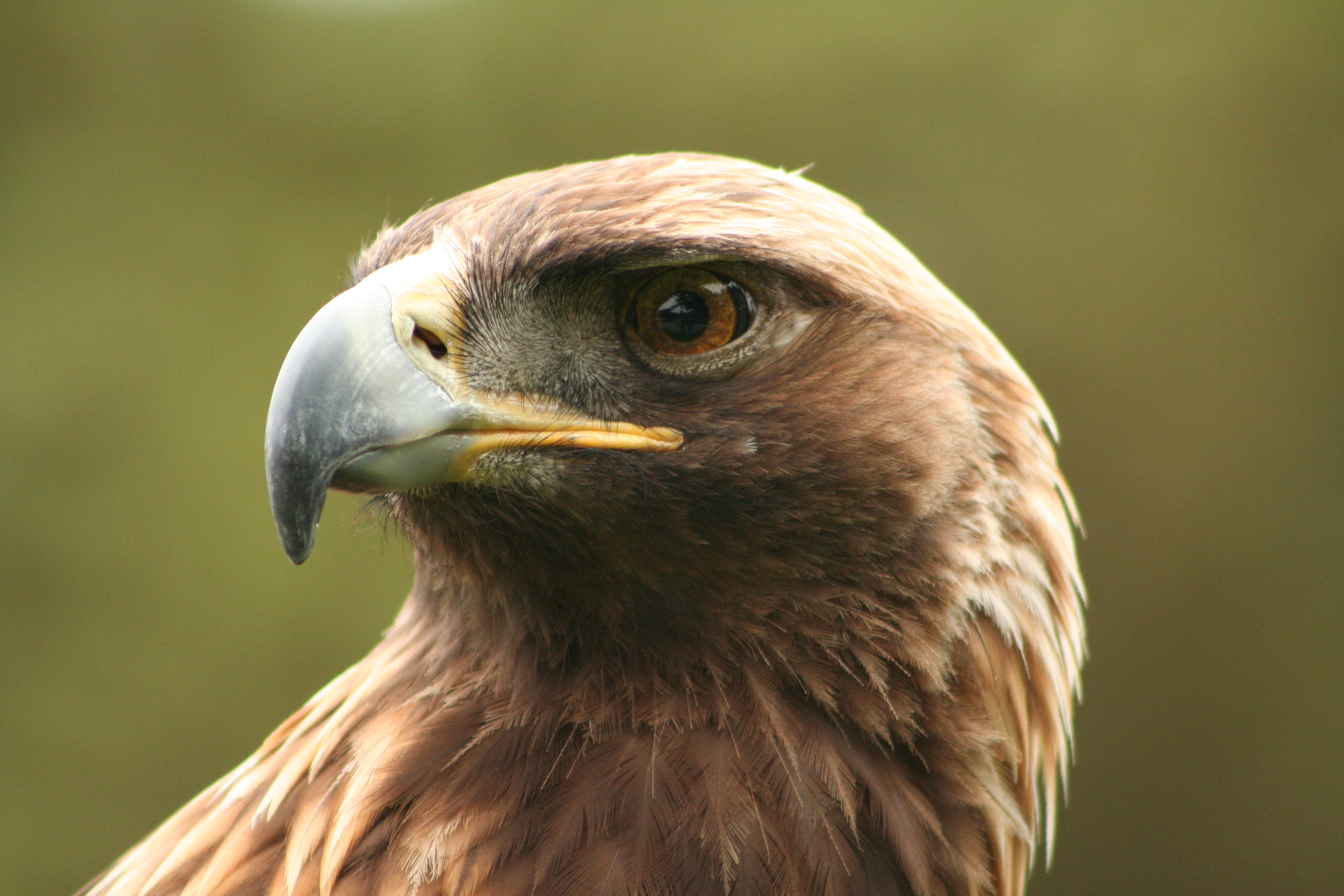
Acvilă de munte (Aquila chrysaetos)

• păsări cu specii de: mierlă de piatră (Monticola saxatilis), acvilă de munte (Aquila chrysaetos), codros de munte (Phoenicurus ochruros), fluturaș de stâncă (Thichodroma muraria), barză neagră (Ciconia nigra) sau specia de bufniță Bubo bubo;
• insecte (specii rare de fluturi);
• reptile, amfibienii și pești.